# Saharna Nouă, Rezina
Saharna Nouă este satul de reședință al comunei cu același nume  din raionul Rezina, Republica Moldova.

## Galerie de imagini

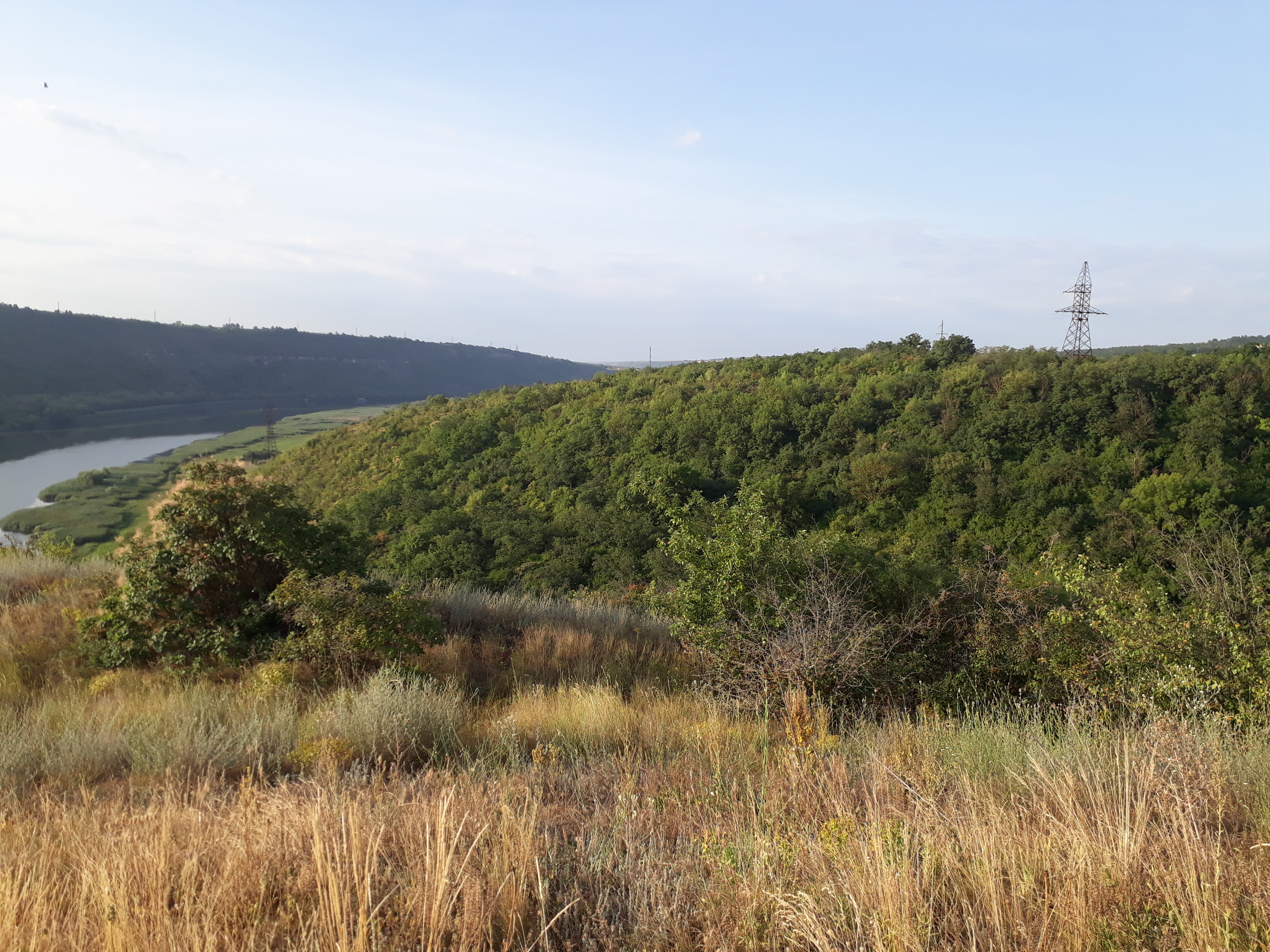
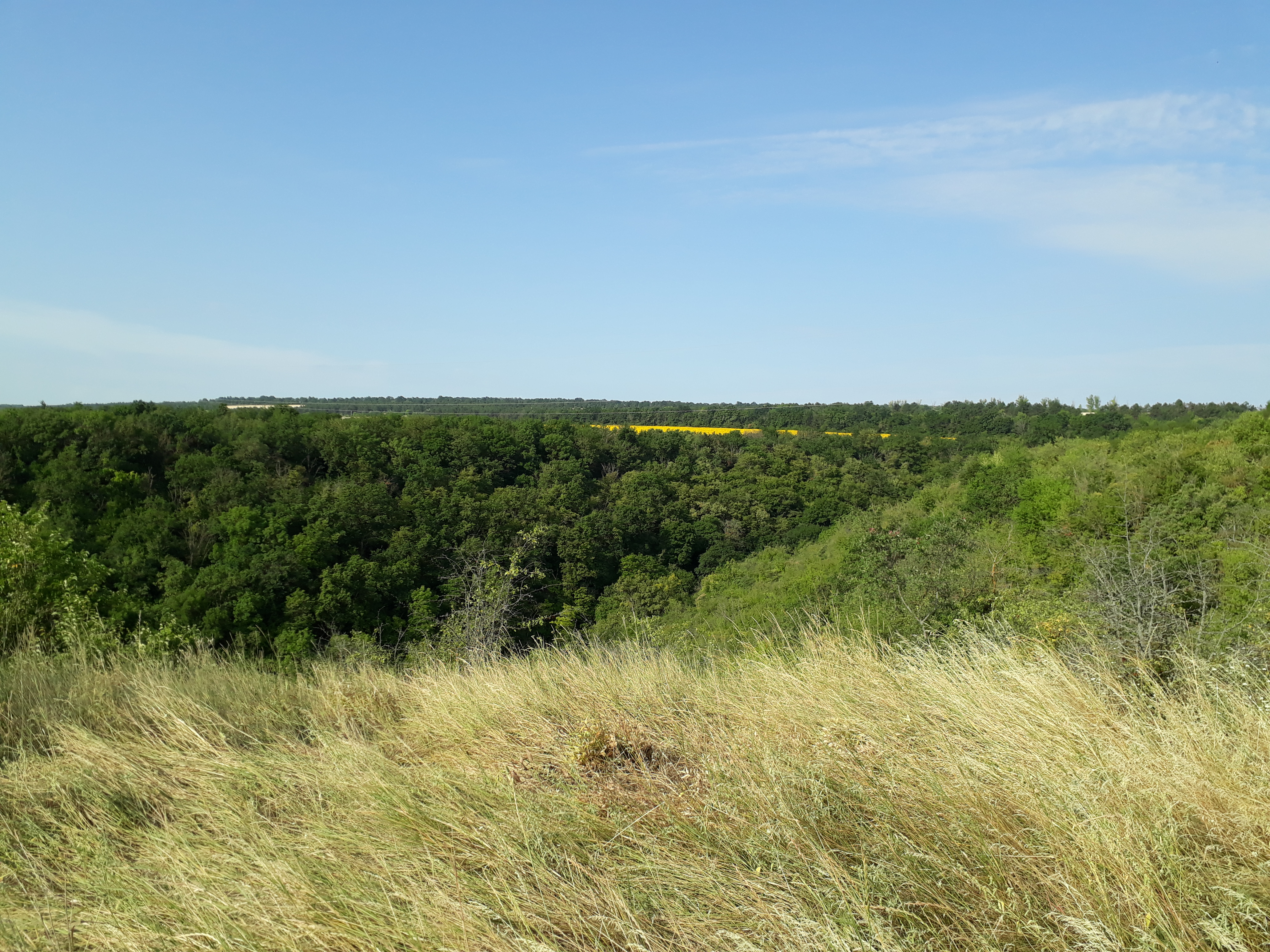
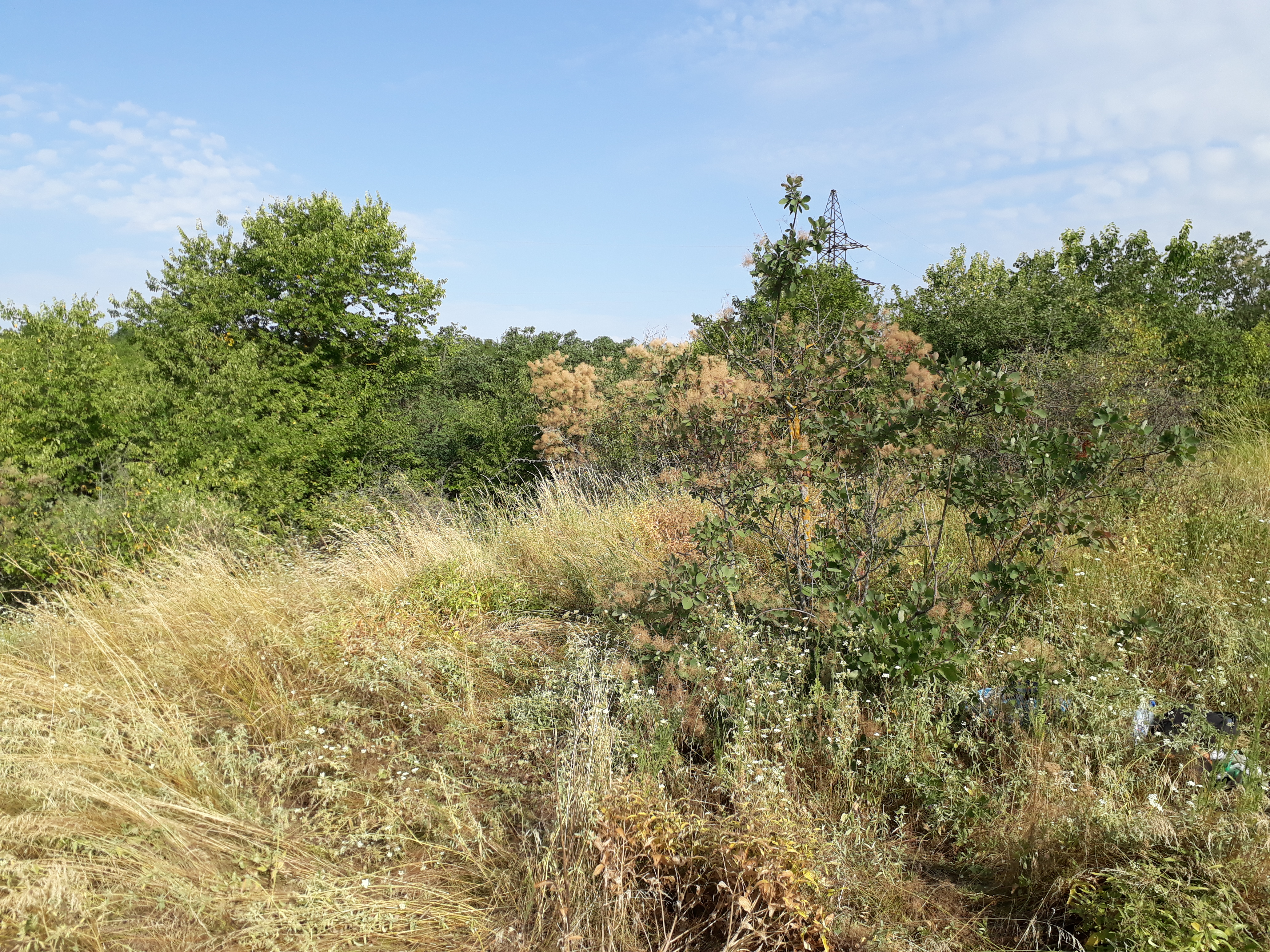

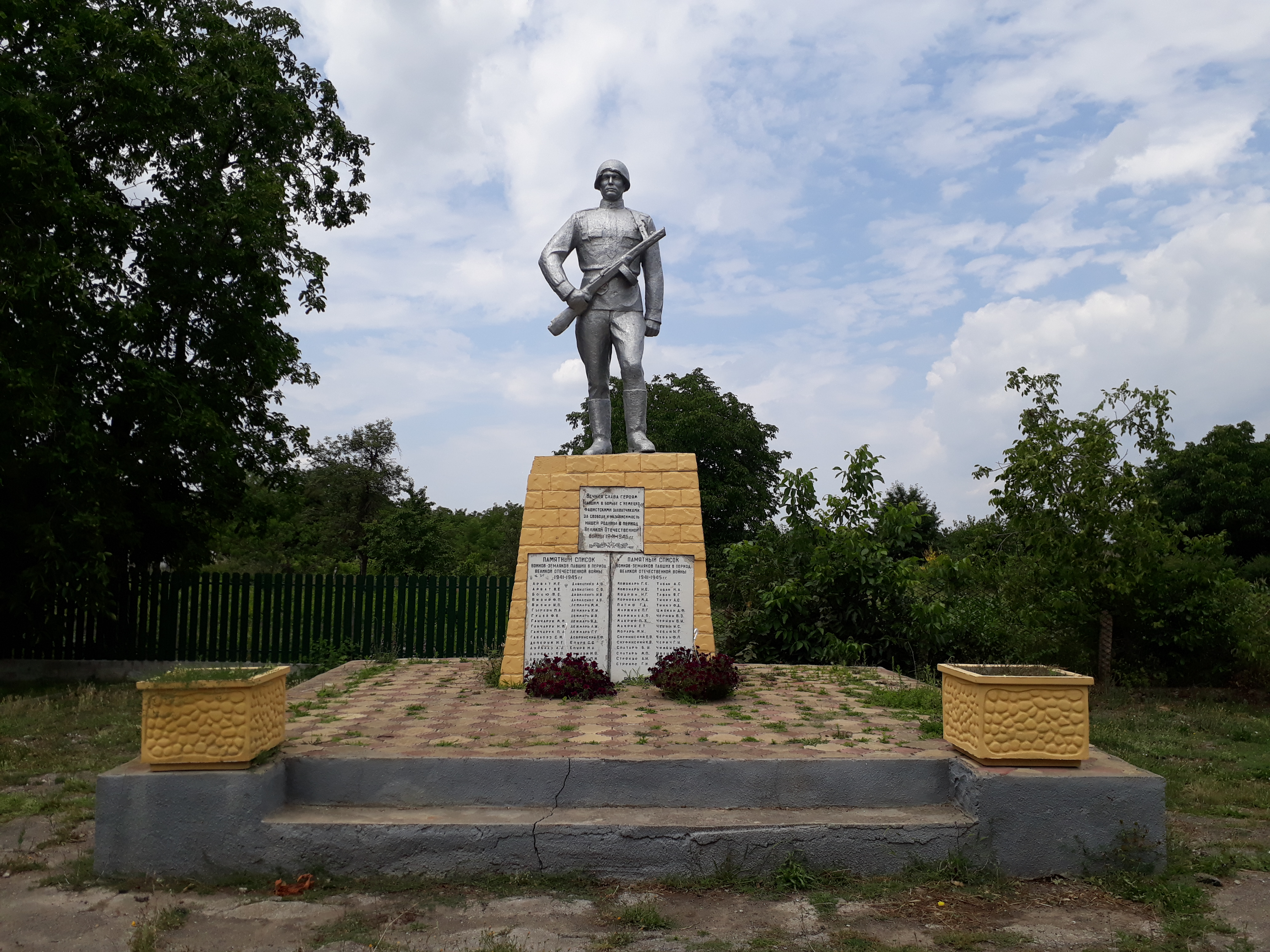
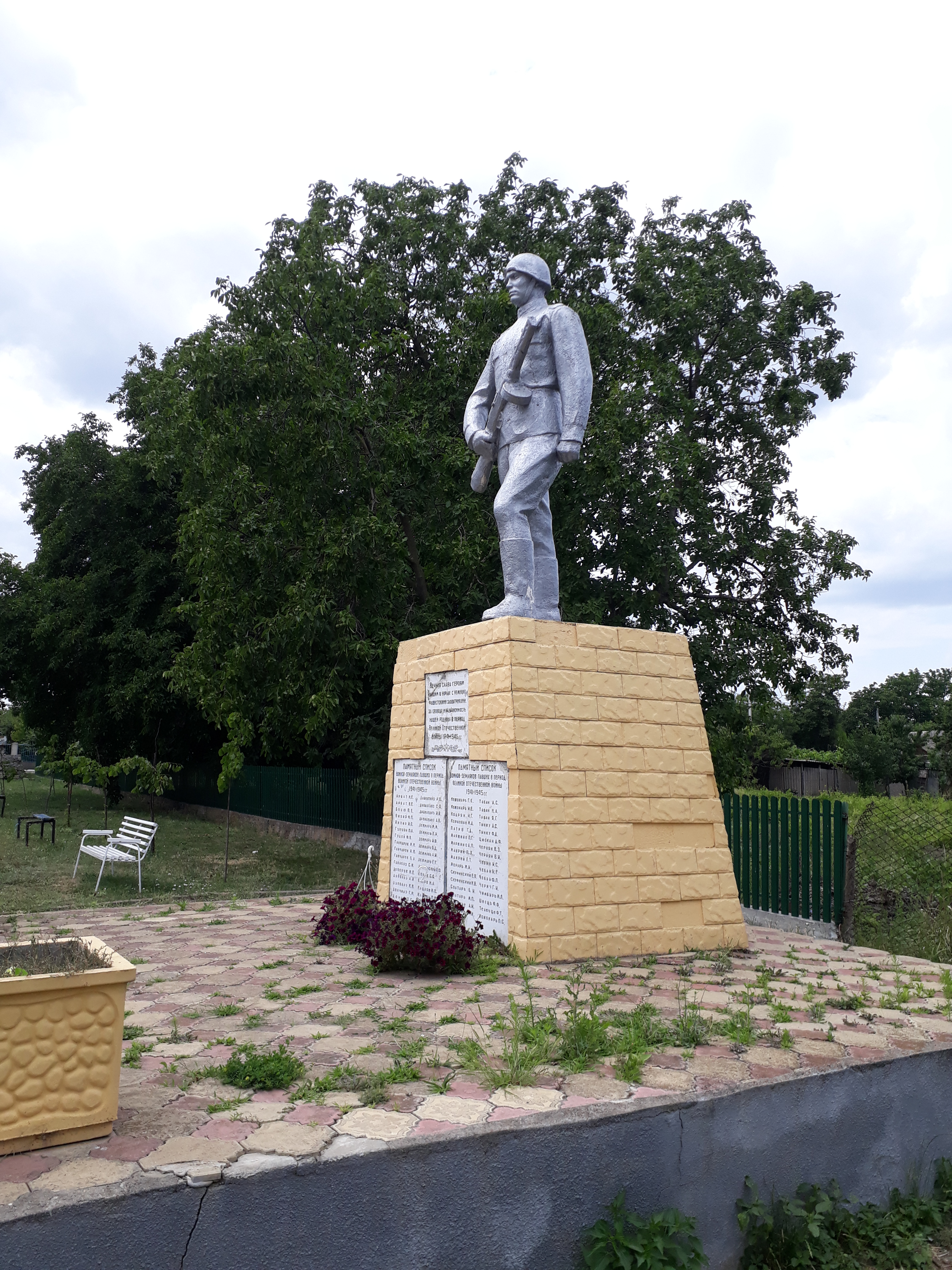
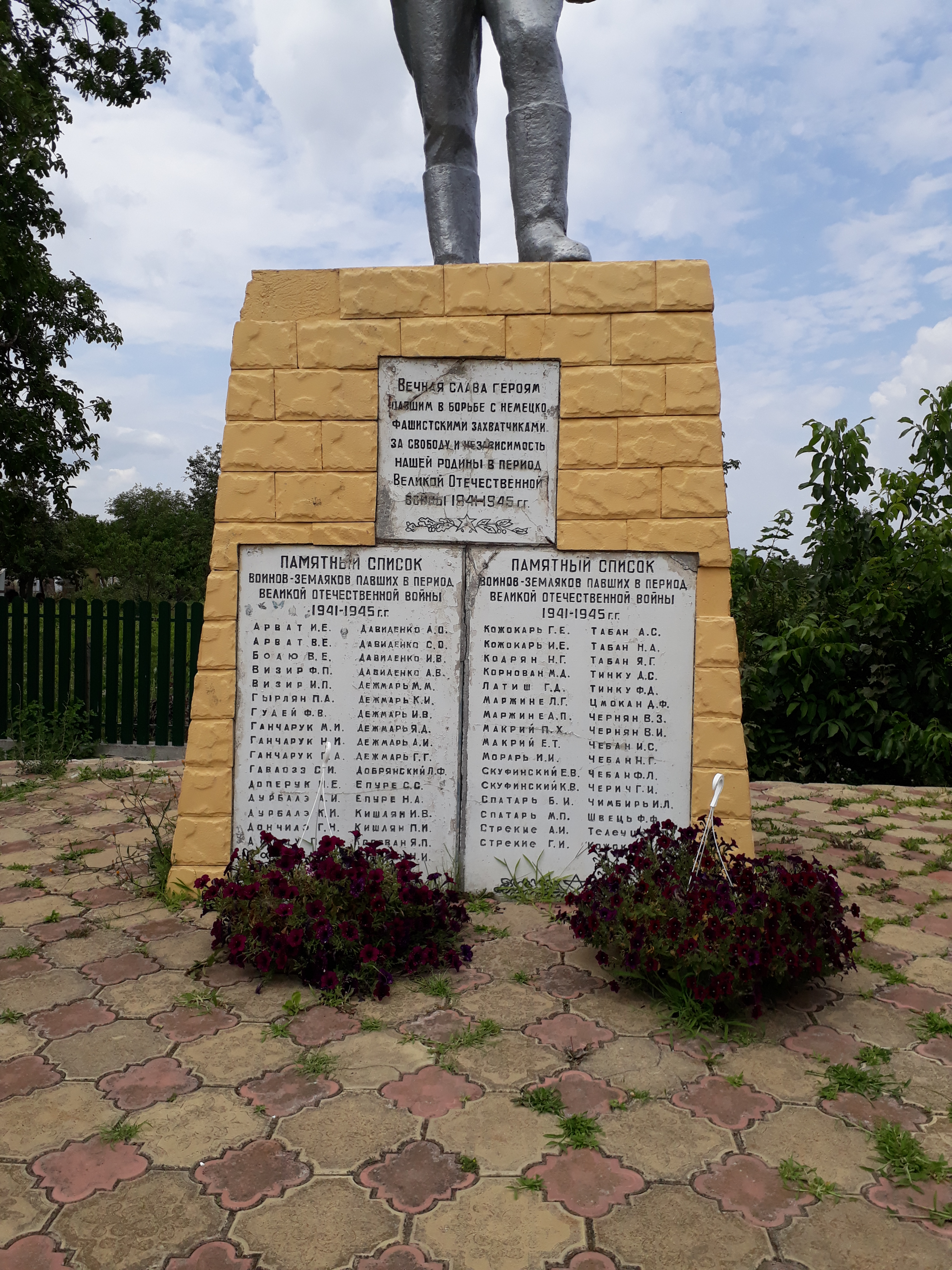

Peisaj adiacent
Monument în memoria consătenilor căzuți în cel de-al Doilea Război Mondial